# Tafnajt
Shepsesra-Tafnajt fue el dignatario fundador de la relativamente breve dinastía XXIV de Egipto, reinado de ca. 740 a 718 a. C. (von Beckerath).
Plutarco lo denominó Tecnatis y Diodoro Sículo Tnefaktos.
Tefnajt, no era de origen libio, como se pensaba desde hace mucho tiempo, sino de una familia de sacerdotes, de Saïs, de origen desconocido, estableció su capital en Sais, donde fue gobernante de 742 a 727 a. C. Constituyó una alianza con otros dirigentes menores de la región del delta del Nilo para conquistar el Medio y Alto Egipto, que estaban bajo influencia del rey kushita Piye. Tafnajt fue capaz de capturar muchas ciudades de la región del delta, haciéndose considerablemente más poderoso que cualquiera de sus predecesores de las dinastías XXII o XXIII.
Antes de tomar el título no real de "Gran jefe del oeste", Tafnajt logró extender su influencia hacia el sur, capturando la ciudad de Menfis y sitiar la ciudad de Heracleópolis, que era aliada del rey kushita. Esto causó que se enfrentara con la poderosa oposición de Piye, especialmente después de que Nimlot, el gobernante de Hermópolis desertara de la influencia de Piye, y se aliara con él. 
Un par de encuentros navales en el Egipto Medio pronto confirmaron más avances de la coalición de Tafnajt en territorios de Piye, aunque Menfis fue recuperada rápidamente por los kushitas. Después de varias campañas, los aliados de Tafnajt se rindieron ante Piye y Tafnajt se encontró aislado. Finalmente se sometió al monarca kushita y le juró lealtad, pero se negó a presentarse ante él. 
Estos acontecimientos están grabados en la Gran estela de la Victoria que Piye erigió en el día de Año Nuevo, en su vigésimo primer año de reinado. Poco tiempo después, Piye volvió a su hogar, en Gebel Barkal, Kush, y nunca más retornó a Egipto. 
A pesar de esta derrota Tafnajt permaneció como gobernador de su región, y pasado un tiempo logró reafirmar su poder en toda la región de delta, el Bajo Egipto.

## Titulatura
| Titulatura | Jeroglífico | Transliteración (transcripción) - traducción - (referencias) |

| G5 |

| G5 |

| S32 | W19 |

| S32 | W19 |

| S32 | W19 |

| S32 | W19 |

| G5 |

| G5 |

| S32 | W19 |

| S32 | W19 |

| S32 | W19 |

| S32 | W19 |

| G16 |

| G16 |

| S32 · F51 |

| S32 · F51 |

| G16 |

| G16 |

| S32 · F51 |

| S32 · F51 |

| G8 |

| G8 |

|  |

| G8 |

| G8 |

|  |

| N5 | A51 | s | s |

| N5 | A51 | s | s |

| N5 | A51 | s | s |

| N5 | A51 | s | s |

| N5 | A51 | s | s |

| N5 | A51 | s | s |

| N5 | A51 | s | s |

| N5 | A51 | s | s |

| N5 | A51 | s | s |

| N5 | A51 | s | s |

| N5 | A51 | s | s |

| N5 | A51 | s | s |

| N5 | A51 | s | s |

| N5 | A51 | s | s |

| N5 | A51 | s | s |

| N5 | A51 | s | s |

| t | G1 | f · n | M3 · Aa1 · t |

| t | G1 | f · n | M3 · Aa1 · t |

| t | G1 | f · n | M3 · Aa1 · t |

| t | G1 | f · n | M3 · Aa1 · t |

| t | G1 | f · n | M3 · Aa1 · t |

| t | G1 | f · n | M3 · Aa1 · t |

| t | G1 | f · n | M3 · Aa1 · t |

| t | G1 | f · n | M3 · Aa1 · t |

| t | G1 | f · n | M3 · Aa1 · t |

| t | G1 | f · n | M3 · Aa1 · t |

| t | G1 | f · n | M3 · Aa1 · t |

| t | G1 | f · n | M3 · Aa1 · t |

| t | G1 | f · n | M3 · Aa1 · t |

| t | G1 | f · n | M3 · Aa1 · t |

| t | G1 | f · n | M3 · Aa1 · t |

| t | G1 | f · n | M3 · Aa1 · t |